# 현암로 (용인시)
현암로(Hyeonam-ro)는 경기도 용인시 기흥구 죽전동 죽전성당앞사거리에서 용인시 기흥구 죽전동 내대지교차로를 잇는 경기도의 도로이다.

## 주요 경유지
경기도
- 용인시 기흥구 (죽전동)

## 노선
| 이름                       | 접속 노선                   | 소재지 | 소재지 | 소재지 | 비고 |
| -------------------------- | --------------------------- | ------ | ------ | ------ | ---- |
| 죽전성당앞사거리           | 용구대로                    | 용인시 | 기흥구 | 죽전동 |      |
| 만현삼거리                 | 탄천상로                    | 용인시 | 기흥구 | 죽전동 |      |
| 대지교                     |                             | 용인시 | 기흥구 | 죽전동 |      |
| 죽전1동행정복지센터 사거리 | 대지로15번길                | 용인시 | 기흥구 | 죽전동 |      |
| 죽전 교차로                | 동백죽전대로                | 용인시 | 기흥구 | 죽전동 |      |
| 안터 교차로                | 대지로125번길 대지로127번길 | 용인시 | 기흥구 | 죽전동 |      |
| 내대지 교차로              | 죽전로                      | 용인시 | 기흥구 | 죽전동 |      |

## 주요 건물및 시설
- KG모빌리티 수지서비스프라자 (현암로 27/죽전동 548)
- 기아자동차 죽전대리점 (현암로 81/죽전동 1174-1)
- 우리은행 죽전지점 (현암로 81/죽전동 1174-1)
- 노브랜드 용인죽전점 (현암로 92/죽전동 1206-1)
- 새마을금고 서용인새마을금고 본점 (현암로 104/죽전동 1205-2)
- 신협 수지신협 죽전지점 (현암로 105/죽전동 1176-2)
- 도미노피자 죽전점 (현암로 111/죽전동 1177-1)
- 본죽&비빔밥cafe 죽전현대홈타운점 (현암로 119/죽전동 1177-3)
- 베스킨라빈스 용인새터점 (현암로 128/죽전동 1197-1)
- 스타벅스 죽전점 (현암로 140/죽전동 1191-2)
- 투썸플레이스 죽전1동점 (현암로 162/죽전동 1190-4)